# Neotelmatoscopus ctenophorus
Neotelmatoscopus ctenophorus är en tvåvingeart som beskrevs av K.Ilango 1994. Neotelmatoscopus ctenophorus ingår i släktet Neotelmatoscopus och familjen fjärilsmyggor.
Artens utbredningsområde är Tamil Nadu (Indien). Inga underarter finns listade i Catalogue of Life.